# 安東尼·倫登
安東尼·麥可·倫登（英語：Anthony Michael Rendon，1990年6月6日—），為美國職棒大聯盟的三壘手，目前效力於洛杉磯天使，先前曾效力於華盛頓國民。他畢業於萊斯大學，並在2011年美國職棒大聯盟選秀第一輪第6順位被國民隊選走。2013年登上大聯盟。

## 職業生涯

### 華盛頓國民
2013年
4月20日，因為萊恩·齊默爾曼受傷，因此倫登升上大聯盟。他在4月22日敲出大聯盟首安。5月3日，因為齊默爾曼回歸，他被下放回3A磨練。
6月4日，他又重返大聯盟，這次他取代的是二壘手Danny Espinosa的位置。6月15日，他擊出大聯盟生涯首轟。
該年他出賽98場比賽，打擊率2成65，另外擊出7轟。
2014年
這一年他開始移防三壘，而不是像去年一樣守二壘。這一年倫登的打擊成績開始有所進步，打擊率2成87，21轟。該年他獲得生涯首座銀棒獎，而且在MVP票選中還拿到第5名。他的WAR值在國聯僅次於海盜隊的安德魯·麥卡琴。
在球隊的進攻端上，倫登扮演著重要的角色。他在國聯分區賽的打擊率高達3成68，不過國民還是遭到巨人淘汰。
2015年
該年倫登在春訓不慎造成膝關節韌帶受傷，他在5月4日開始進行復健。6月4日，他終於重返球場守備，不過因為當時球隊找來Yunel Escobar來填補三壘空缺。因此倫登移防二壘。
該年由於傷勢影響，倫登只出賽了80場比賽，打擊率2成64，僅僅擊出5轟。
2016年
這一年的倫登似乎有把2014年的好表現複製過來。而且他整年都健康出賽，打擊率為2成70，另擊出20轟。而球隊因為在休賽季把Yunel Escobar交易至天使，因此倫登又回到三壘守備。9月6日，他擊出生涯第一支滿貫砲。也幫助球隊順利挺進季後賽。不過國民隊在第一輪遭道道奇隊淘汰。
由於該年的打擊爆發，倫登也順利獲得國聯東山再起球員獎。
2017年
4月30日，倫登單場擊出6支安打，10分打點。球隊也以23比5大勝大都會隊。他也成為歷史上第13位達成單場10分打點的球員。而單場6安10分打點也只有3個人達成過，前2位分別是1924年的吉姆·巴頓里和1949年的Walker Cooper。
儘管他上半季打得很出色，倫登依舊沒被選入明星賽。7月17日，他獲選為國聯單週最佳球員。該年他的打擊率為3成01，另擊出25轟。
2018年
該年倫登的打擊率為3成08，另擊出24轟，還有國聯最多的單季44支二壘安打。
2019年
該年倫登又將打擊火力提升到生涯新高，整年打擊率3成19，34轟126分打點，還有44支二壘安打。這一年的國民隊順利挺進隊史首次世界大賽，而倫登在第6戰和第7戰都擊出關鍵全壘打，最終國民4勝3敗贏得世界大賽冠軍。

## 外部連結
- 球員資訊和成績在MLB，ESPN，Baseball-Reference，Fangraphs（英文）
- 安東尼·倫登在台灣棒球維基館上的頁面（繁體中文）